# Ultraman Cosmos: The First Contact
Série
Ultraman Cosmos 2: The Blue Planet
(2002)
Pour plus de détails, voir Fiche technique et Distribution.
Ultraman Cosmos: The First Contact (ウルトラマンコスモス THE FIRST CONTACT) est un film japonais réalisé par Toshihiro Iijima, sorti en 2001. Il est basé sur la série télévisée Ultraman Cosmos et pour suite Ultraman Cosmos 2: The Blue Planet et Ultraman Cosmos vs. Ultraman Justice: The Final Battle.

## Synopsis
Le film se focalise sur les origines d'Ultraman qui devient ami avec un petit garçon appelé Musashi.

## Fiche technique
- Titre : Ultraman Cosmos: The First Contact
- Titre original : ウルトラマンコスモス THE FIRST CONTACT
- Réalisation : Toshihiro Iijima
- Musique : Toru Fuyuki
- Production : Satoshi Kōno
- Société de production : Bandai Namco Holdings, East Japan Marketing & Communications, Kōdansha, Mainichi Broadcasting System, Shōchiku, Shōgakukan, Tokyo Broadcasting System et Tsuburaya Productions
- Pays :  Japon
- Genre : Action, science-fiction
- Durée : 90 minutes
- Dates de sortie : 
  -  Japon : 20 juillet 2001

## Distribution
- Hidekazu Akai : Yūjirō Haruno
- Kōnosuke Tōkai : Musashi Haruno
- Tarō Kawano : Akatsuki
- Shingo Kazami : Kido
- Emiri Nakayama : Kyōko
- Hitomi Takahashi : Michiko Haruno
- Shunji Fujimura : le professeur Kinomoto
- Ikkei Watanabe : l'officier Shigemura
- Kōji Ishizaka : le narrateur
- Shūhei Mainoumi : le commandant Raiden
- Masaya Nihei

## Box-office
Le film a rapporté 500 millions de yens au box-office.